# هيلينا ماير
هيلينا ماير (بالألمانية: Helene Mayer )‏ (و. 1910 – 1953 م) هي مبارزة بالسيف ألمانية، ولدت في أوفنباخ أم ماين، شاركت في الألعاب الأولمبية الصيفية 1936، ومبارزة سيف الشيش في الألعاب الأولمبية الصيفية 1928 – سيدات رقائق ‏، والألعاب الأولمبية الصيفية 1928، والألعاب الأولمبية الصيفية 1932، ومبارزة سيف الشيش في الألعاب الأولمبية الصيفية 1936 – سيدات رقائق ‏، توفيت في ميونخ، عن عمر يناهز 43 عاماً، بسبب سرطان الثدي.

## التعليم
تعلمت في USC Suzanne Dworak-Peck School of Social Work ‏.

## روابط خارجية
- هيلينا ماير على موقع الموسوعة البريطانية (الإنجليزية)
- هيلينا ماير على موقع أوليمبيديا (الإنجليزية)